# أخلاقيات تنظيمية
الأخلاقيات التنظيمية عبارة عن كيان قانوني و فلسفة سياسية عملية تحكم سلوكيات العاملين في الخدمة المدنية و أعضاء الوكالات التنظيمية. و هي تتعامل مع أمور مثل الرشوة و علاقة العاملين في الخدمة المدنية مع الشركات في المجالات الصناعية التي يقومون بتنظيمها، بالإضافة إلى أنها تهتم بتنظيم قواعد الشفافية وحرية المعلومات و قانون تنظيم الاطلاع (الشمس الساطعة) و تعارض المصالح.